# Oxygonum salicifolium
Oxygonum salicifolium är en slideväxtart som beskrevs av Carl Lebrecht Udo Dammer. Oxygonum salicifolium ingår i släktet Oxygonum och familjen slideväxter. Inga underarter finns listade i Catalogue of Life.